# Фермата на животните (филм, 1954)
Вижте пояснителната страница за други значения на Фермата на животните.
Фермата на животните (на английски: Animal Farm) е британско-американски пропаганден анимационен филм от 1954 година, поръчан от ЦРУ. Сюжетът е по романа на „Фермата на животните“ от Джордж Оруел. Продуциран е от „Halas and Batchelor“. Режисьори са Джон Халас и Джой Батчелор, а в производството участват 80 аниматори.

## Сюжет
Алкохоликът Джоунс експлоатира жестоко животните във фермата си Manor Farm, след което старата свиня организира бунт. Животните прогонват стопанина си и създават свои правила начело с прасетата. Издават седем основни заповеди:
1. Този, който ходи на два крака, е враг.
2. Този, който ходи на четири крака или има крила, е приятел.
3. Животните не носят дрехи.
4. Животните не спят в легло (добавено след това: с постелки).
5. Животните не пият алкохол (добавено след това: без мярка).
6. Животните не убиват други животни (добавено след това: без причина).
7. Всички животни са равни (добавено след това: но някои са по-равни от другите).

Прасетата на гърба на останалите животни започват да издават свои правила и забогатяват. Останалите животни са експлоатирани все повече и повече. След като останалите животни разбират за тъмните им сделки, се вдигат срещу тях.